# Чеченский государственный педагогический университет
Чеченский государственный педагогический университет  (чечен. Нохчийн пачхьалкхан хьехархойн университет; до 1995 года — Чечено-Ингушский государственный педагогический институт) — высшее педагогическое учебное заведение, расположенное в городе Грозный. Открыт в 1980 году.

## История
Чеченский государственный педагогический институт учрежден 28 ноября 1980 года в Чечено-Ингушской АССР Постановлением Совета Министров РСФСР. Первоначально носил название Чечено-Ингушский государственный педагогический институт (ЧИГПИ). Ранее это название носил вуз, переименованный в 1971 году в Чечено-Ингушский государственный университет (сейчас — Чеченский государственный университет).
Чечено-Ингушский государственный педагогический институт стал третьим в ЧИАССР вузом. Его ректором был назначен кандидат педагогических наук, профессор Мухари Умарович Умаров, известный в республике как один из организаторов народного образования, до этого многие годы возглавлявший Министерство просвещения.
Первый набор студентов был осуществлен в 1981 году на следующие специальности:
- Физическая культура;
- Русский язык и литература в национальной школе;
- Педагогика и методика начального обучения;
- Физика и математика;
- Математика и физика;
- Общетехнические дисциплины и труд.

В последующие годы были открыты новые специальности:
- Дошкольная педагогика и психология;
- Изобразительное искусство и черчение;
- Химия и биология;
- Биология и химия;

и другие. Студентами вуза становились в основном выпускники сельских школ республики. Благоустроенные учебные корпуса и общежития, высококвалифицированный профессорско-преподавательский состав позволял вузу успешно осуществлять подготовку национальных кадров высшей квалификации для системы образования региона.
Начавшиеся в 1991 году в республике разрушительные процессы и развернувшиеся затем военные действия не могли не отразиться на деятельности вуза. На несколько лет институт оказался изолированным от образовательного пространства России. Фактически лишь в последние годы институт, как и другие вузы республики, имел возможность вести полноценную деятельность и войти в образовательное поле России.
17 апреля 1995 года ЧИГПИ был переименован в Чеченский государственный педагогический институт. Ректором был назначен доктор филологических наук, профессор Бекхан Абусупьянович Хазбулатов, который возглавлял вуз более 17 лет.
Приказом Министерства образования и науки РФ от 23 мая 2011 года № 1726 ГОУ ВПО ЧГПИ переименован в Федеральное государственное бюджетное учреждение высшего профессионального образования «Чеченский государственный педагогический институт».
С 2020 года вуз возглавляет кандидат политических наук Исмаил Баутдинович Байханов.

## Структура
Структуру Чеченского государственного педагогического университета образуют 2 института и 4 факультета. В институте реализуются 23 основные образовательные программы высшего профессионального образования, шесть направлений подготовки и 3 дополнительные профессиональные программы. Контингент студентов составляет более 5500 человек, в том числе более 3000 человек по очной форме обучения.
Институт предоставляет образовательные услуги по 35 основным лицензированным специальностям и профилям подготовки.

### Профили ЧГПУ
- Химия и биология
- Биология и экология
- Биология и безопасность жизнедеятельности
- Математика и информатика
- Информатика и математика
- Физика и информатика
- Русский язык и литература
- Родной язык и литература
- Арабский и английский языки
- Английский и французский языки
- Английский язык и информатика
- Немецкий и английский языки
- История и право
- Экономика и управление
- Технология
- Дошкольное образование
- Начальное образование
- Специальная психология
- Физическая культура
- Музыкальное образование
- Изобразительное искусство
- Художественная керамика
- Коммерция (торговое дело)
- Прикладная информатика в экономике

### Аспирантура
В институте функционирует аспирантура по 5 отраслям и 10 специальностям:
- 03.00.00 — Биологические науки
- 03.02.08 — Экология
- 07.00.02 — Исторические науки
- 08.00.00 — Экономические науки
- 08.00.05 — Экономика и управление народным хозяйством
- 10.01.00 — Литература
- 10.00.00 — Филологические науки
- 10.01.02 — Литература народов РФ
- 10.02.01 — Русский язык
- 10.02.01 — Теория языка
- 13.00.00 — Педагогические науки
- 13.00.01 — Общая педагогика, история педагогики и образования
- 13.00.02 — Теория и методика обучения и воспитания (русский язык)
- 13.00.02 — Теория и методика обучения и воспитания (математика)
- 13.00.04 — Теория и методика физического воспитания, спортивной тренировки, оздоровительной и адаптивной физической культуры

## Ректоры
- Умаров, Мухади Умарович (1981—1995);
- Хазбулатов, Бекхан Абусупьянович (1995—2013);
- Халадов, Хож-Ахмед Султанович (2013—2020);
- Байханов, Исмаил Баутдинович (2020—н. в.).